# Эспи, Майк
Альфонсо Майкл Эспи (англ. Alphonso Michael Espy; род. 30 ноября 1953) — американский политик, член Демократической партии, министр сельского хозяйства США с 1993 по 1994 год.

## Биография
В 1975 году окончил Говардский университет. В 1978 году он получил степень доктора права в Университете Санта-Клары.
Работал адвокатом Центральной юридической службы Миссисипи (1978—1980), помощником государственного секретаря, руководителем Юридической службы штата Миссисипи (1978—1980), помощником секретаря Управления государственных земель (1980—1984), помощником генерального прокурора (1984—1985).
Эспи был членом Палаты представителей с 1987 по 1993 год.
Кандидат на выборах в Сенат США в 2018 году.